# いちごオフィスリート投資法人
いちごオフィスリート投資法人（英語: Ichigo Office REIT Investment Corporation）は、中規模オフィスに特化したオフィス特化型J-REIT。

## 概要
都心の居住用不動産を投資対象とするレジデンス特化型REITのFCレジデンシャル投資法人と、主に首都圏のオフィスビルを投資対象とするオフィス特化型REITのいちご不動産投資法人が2011年11月1日付で合併し、総合型リートへ転換。2015年9月に、総合型リートから、安定的かつ収益成長が見込める「中規模オフィス」に特化したポートフォリオの構築を投資方針として明確に位置付け、オフィス特化型リートへ転換。
資産運用会社は、いちご投資顧問株式会社（いちごオフィスリート、いちごホテルリート投資法人等のJ-REITや私募不動産ファンドの資産運用会社を始めとし、広く不動産運用に関連した事業会社を有す、不動産運用グループであるいちご株式会社の100%子会社）である。
商号に冠する「いちご」は、千利休が説いた茶人の心構えである「一期一会」に由来し、「人との出会いを大切に」という精神を理念としている。

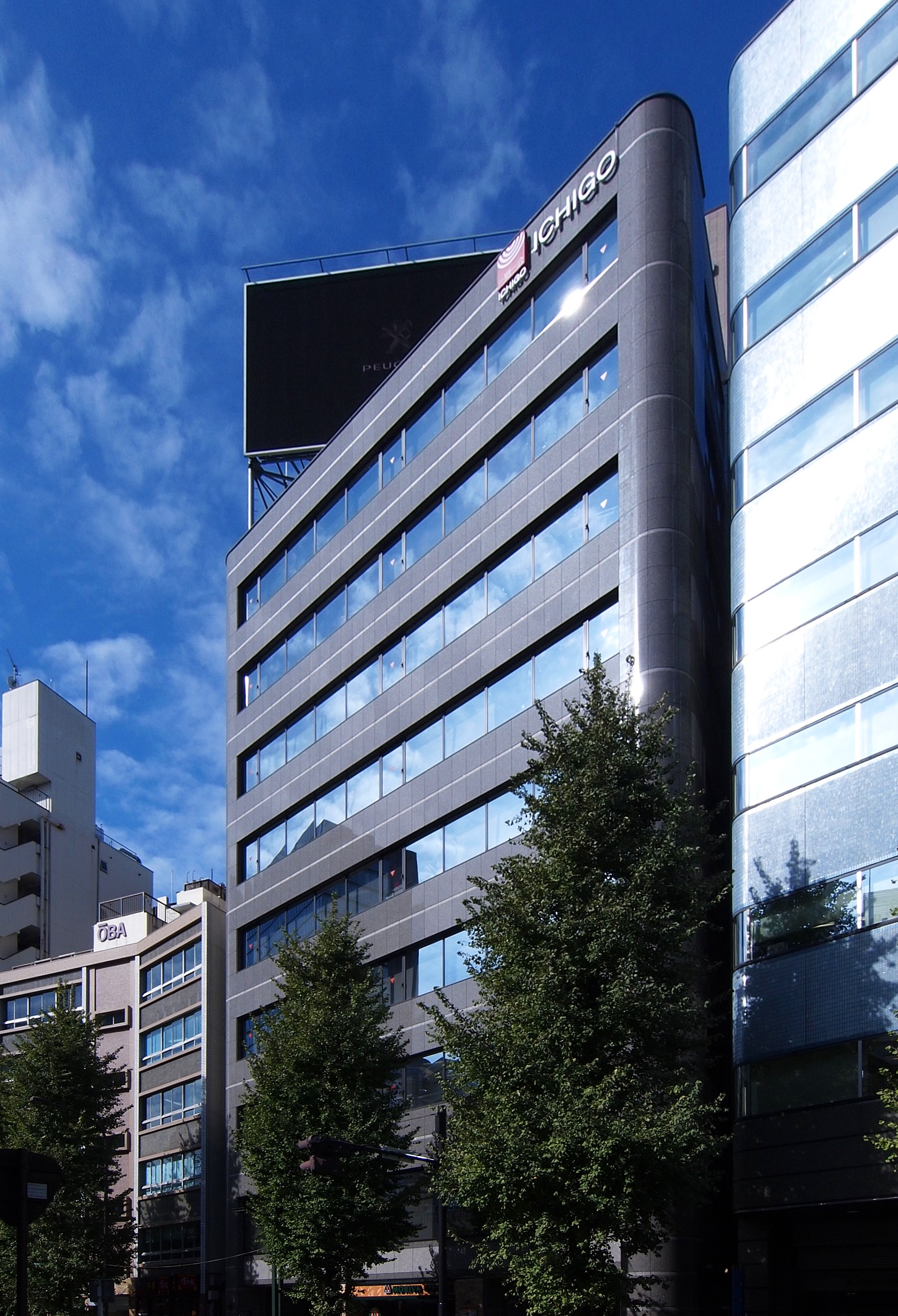
いちご渋谷道玄坂ビル
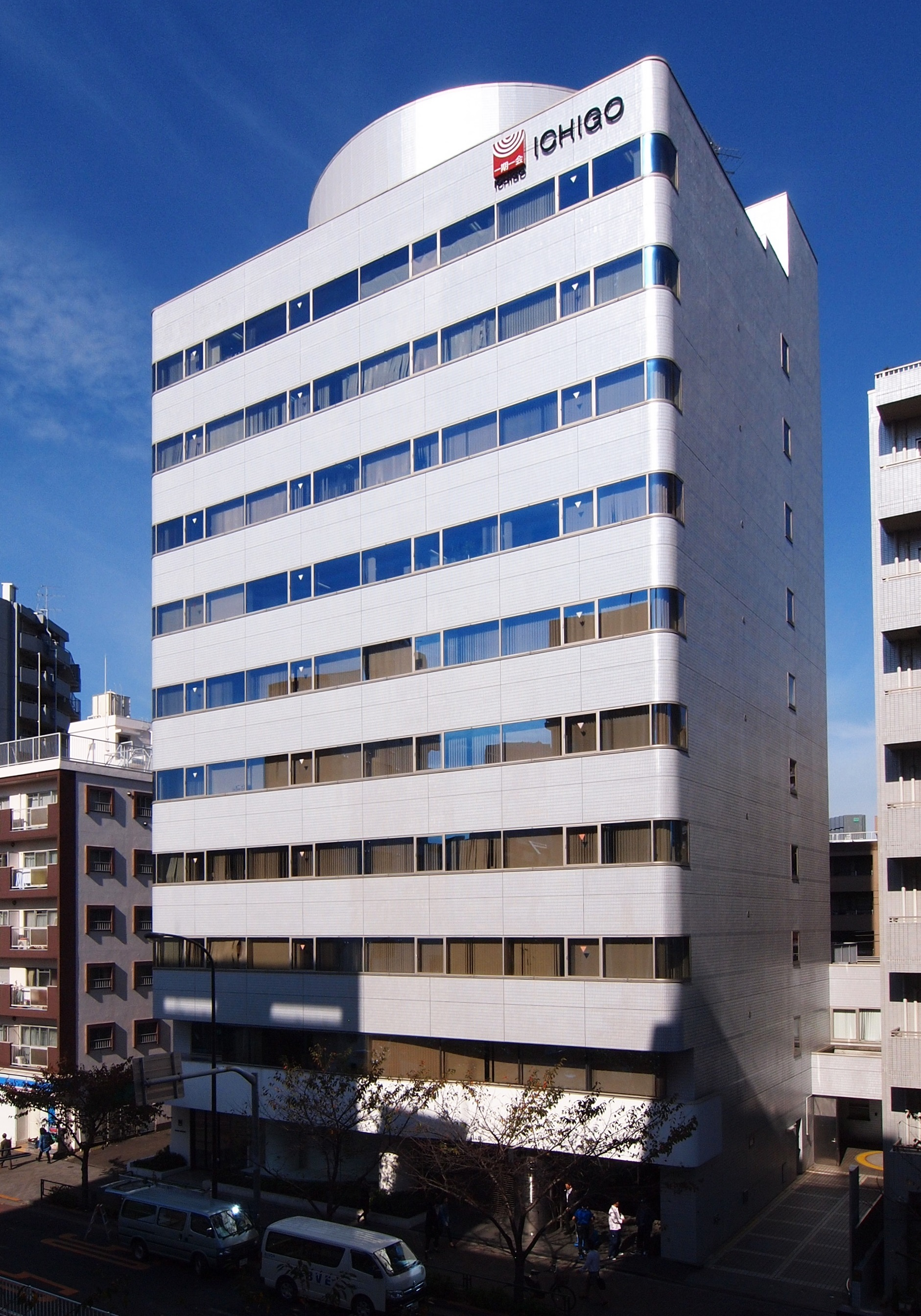
いちご広尾ビル

## 沿革
- 2005年（平成17年）
  - 6月 - 設立企画人（ファンドクリエーション不動産投信株式会社）による投信法第69条第1項に基づくFCレジデンシャル投資法人の設立に係る届出。
  - 6月 - 投信法第166条に基づく本投資法人の設立の登記、本投資法人の成立。
  - 7月 - 投信法第188条に基づく本投資法人の登録の申請。
  - 8月 - 内閣総理大臣による投信法第187条に基づく本投資法人の登録の実施（登録番号：関東財務局長　第39号）。
  - 9月 - 東京証券取引所不動産投資信託証券市場への上場承認申請。
  - 10月 - 東京証券取引所不動産投資信託証券市場への上場（証券コード：8975）。
- 2011年（平成23年）11月 - いちご不動産投資法人を吸収合併。同日付でいちご不動産投資法人へ商号変更。
- 2015年（平成27年）9月 - いちごオフィスリート投資法人へ商号変更。

## （旧）いちご不動産投資法人
クリードにより設立された「クリード・オフィス投資法人」は、2006年3月15日に東証上場（証券コード：8983）。2009年3月6日に「ジャパン・オフィス投資法人」に商号変更。2011年3月4日に「いちご不動産投資法人」に商号変更。2011年11月1日に「FCレジデンシャル投資法人」に吸収合併され消滅。